# Rejon Suzak
Rejon Suzak (kirg. Сузак району; ros. Сузакский район) – rejon w Kirgistanie w obwodzie dżalalabadzkim. W 2009 roku liczył 241 198 mieszkańców (z czego 50,4% stanowili mężczyźni) i obejmował 40 523 gospodarstw domowych. Siedzibą administracyjną rejonu jest Suzak.